# Irving Kahn
Irving Kahn (19. december 1905 - 24. februar 2015) var en amerikansk værdiinvestor, og med mere end 77 års erfaring i investeringsvirksomhed én af de ældste finansielle analytikere på Wall Street. Han var formand for Kahn Brothers Group, Inc., det privatejede investerings-, rådgivnings- og broker-dealerfirma, han grundlagde med sine sønner Alan og Thomas i 1978.
Han var den ældste levende aktive investor og den ældste aktive pengeforvalter på Wall Street. Han foretog in første handel i sommeren 1929 kort før det store krak.